# Gundam-san
Gundam-san (яп. ガンダムさん гандаму сан) или Mobile Suit Gundam-san (яп. 機動戦士ガンダムさん кидо: сэнси гандаму сан) — комедийная ёнкома Хидэки Овады, часть научно-фантастической серии Gundam. Gundam-san — пародия на оригинальное аниме Mobile Suit Gundam, главными героями являются Амуро Рэй, Лала Сун и Чар Азнабль. Ёнкома публикуется в журнале Gundam Ace издательства Kadokawa Shoten с июня 2011 года, и на данный момент составляет 12 томов. По её мотивам на студии Sunrise было снято одноименное аниме, транслировавшееся по телеканалу BS11 в 2014 году.

## Публикация
Gundam-san началась как фанатский проект на персональном сайте Овады, она также выходила в Comic CHARGE до закрытия журнала в 2009 году. Другой сериал, Naruhodo Kotowaza Gandamu-san (яп. なるほど☆ことわざ ガンダムさん наруходо котовадза гандаму сан, I see! Proverbs Gundam-san), издается в Kerokero Ace с 2007 года.

## Аниме
Аниме было анонсировано в июньском номере Gundam Ace за 2014 год. Сериал из 13 серий транслировалось с июля по сентябрь 2014 года по BS11 (в блоке Gundam Selection) и по Tokyo MX. Каждая серия была длинной в 3 минуты. Дизайнером персонажей выступил Сао Тамадо, режиссёром — Манкю (まんきゅう), в сериал вернулись актеры озвучивания Тору Фуруя и Кэйко Хан, но не озвучили свои оригинальные роли Амуро Рэя и Лалы Сун. Вместо этого, были наняты новые актеры.

### Список серий
| №  | Название                                                                                     | Премьера в Японии     |
| -- | -------------------------------------------------------------------------------------------- | --------------------- |
| 01 | He Likes the Red One «akai no ga suki» (赤いのが好き)                                        | 6 июля 2014 года      |
| 02 | Amuro Going Through Puberty «shishunki no amuro-san» (思春期のアムロさん)                    | 13 июля 2014 года     |
| 03 | The Melancholy of Haro-Man «haro-otoko no yūutsu» (ハロ男の憂鬱)                             | 20 июля 2014 года     |
| 04 | How They Met «deai» (出会い)                                                                 | 27 июля 2014 года     |
| 05 | The Red Comet Chick's Menace «suisei hiyoko no kyoui» (彗星ヒヨコの脅威)                     | 3 августа 2014 года   |
| 06 | Dr. Sayla's Consultation Room «joi sayla no onayami soudanshitsu» (女医セイラのお悩み相談室) | 10 августа 2014 года  |
| 07 | He Likes Those Who Have Fallen «chitta hito ga suki» (散った人が好き)                        | 17 августа 2014 года  |
| 08 | Daydreaming Amuro «mousou no amuro-san» (妄想のアムロさん)                                   | 24 августа 2014 года  |
| 09 | Showdown of Destiny «shukumei no taiketsu» (宿命の対決)                                      | 31 августа 2014 года  |
| 10 | Lalah Moves Out «raraa shutsugeki» (ララァ出撃)                                              | 7 сентября 2014 года  |
| 11 | A Mobile Suit's Feelings «mobiru sutsu no kimochi» (A Mobile Suit's Feelings)                | 14 сентября 2014 года |
| 11 | Kycilia-tan, Age 14 «kycilia-tan, juuyonsai» (キシリアたん14歳)                              | 21 сентября 2014 года |
| 12 | He Likes People with Moles «hokuro no hito ga suki» (ホクロの人が好き)                       | 28 сентября 2014 года |